# Canellaceae
Canellaceae Mart., 1832 è una famiglia di piante dell'ordine Canellales.

## Descrizione
Sono piante a portamento arboreo o arbustivo, fortemente aromatiche, da cui si ricavano olii essenziali.

## Distribuzione e habitat
Sono diffuse nelle regioni tropicali: dalle Antille alla Florida, dall'America del Sud all'Africa sino al Madagascar.

## Tassonomia
La famiglia comprende i seguenti generi:
- Canella P.Browne
- Cinnamodendron Endl.
- Cinnamosma Baill.
- Pleodendron Tiegh.
- Warburgia Engl.